# 北竹子腳
北竹子腳，原稱竹仔腳，是臺灣臺南市鹽水區的一個傳統地域名稱，位於該區東北部。相較於今日行政區，其範圍大致包括汫水里東南半部、水秀里北部、岸內里東部凸出部分的南大半部。
本地區境內設有華新麗華鹽水廠。

## 歷史
台灣日治初期，北竹子腳地區為一街庄，稱為「竹仔腳庄」，隸屬於鹽水港堡。該庄昔日北與溪洲藔庄為鄰，東邊北段與竹圍後庄為鄰，東邊南段及南邊東段與後鎮庄為鄰，南邊中至西段為土庫庄，西邊為岸內庄。
1901年（日治明治三十四年）11月11日，全台廢縣廳改設二十廳，該庄隸屬於鹽水港廳。1904年（明治三十七年）4月1日，該庄編入「岸內區」，隸屬於鹽水港廳。1906年（明治三十九年）4月1日，鹽水港廳內管轄區域調整，該庄改隸屬於「鹽水港區」。1909年（明治四十二年）10月25日，全台合併二十廳為十二廳，鹽水港區改隸屬於嘉義廳。1920年（大正九年）10月1日，全台地方制度大改正，廢十二廳改設五州二廳，該庄改制並改名為「北竹子腳」大字，隸屬於臺南州新營郡鹽水街。
戰後鹽水街改制為鹽水鎮，隸屬於臺南縣，大字亦改制為里。1950年10月25日，雲、嘉、南分治，鹽水鎮仍隸屬於臺南縣。2010年12月25日，臺南縣、市合併為直轄臺南市，鹽水鎮改制為鹽水區。

## 聚落
本地區發展較早的聚落有竹仔腳、上帝廟、菜公堂等（均已消失），在日治期初期的官方地圖上已有記載。

## 交通
區道南74線是鹽水至安溪寮的道路，經過本地區東南端。
區道南80線是上帝廟至下茄苳的道路，經過本地區東南部。

## 產業
- 華新麗華鹽水廠